# De Cock en de moord op stand
De Cock en de moord op stand is het negentigste deel van de Nederlandse detectiveserie De Cock. 

## Hoofdrolspelers
- Het recherchetrio Jurre de Cock, Dick Vledder en Appie Keizer, sinds deel 90 versterkt met de voormalige stagiaire Lotty.[1]
- Corneel Buitendam, commissaris bureau Warmoesstraat
- Jonkheer (Pierre George) Hugo van Coevorden (Huys), geboren 5-11-1991 te Wassenaar
- Aletta barones van Coevorden Huys
- Tjerk Somers. Boekhandelaar in de  Voetboogsteeg. Werkt samen met Sjef de Leeuw. Eerstgenoemde heeft een dochter Manon als enige erfgenaam.

## Plot
In het Paleis op de Dam  in de Burgerzaal wordt een discreet neergestoken man van rond de 30 gevonden. Het blijkt de aan lager wal geraakte Jonkheer Hugo te zijn.
Buitendam doceert dat moord in een Koninklijk Paleis een zeer delicate zaak is. De Cock krijgt een Officier van Justitie Marloes Dragstra toegewezen, die als een soort voogd voor de grijze rechercheur zal zijn. In de loop van het onderzoek dat niet echt opschiet lijkt justitie er belang bij te hebben dat het onderzoek doodloopt.
Totdat er een tweede lijk wordt gevonden in de Voetboogsteeg. Volgens schouwarts Den Koninghe lag het er al enige dagen. Maar deze moord lijkt wel met hetzelfde mes op dezelfde wijze te zijn gepleegd. Het betreft boekhandelaar Tjerk Somers. En als nieuwbakken rechercheur Lotty op de camerabeelden van de boekhandel Jonkheer Hugo herkent, komen er een reeks vragen naar boven.
Hugo heeft boeken gestolen van Aletta, met daarin verstopt liefdesbrieven van haar Wim uit de oorlog. Alleen blijken twee brieven van de nationale verzetsheld geschreven te zijn vanuit het Oostfront waar Wim met de Duitsers tegen de Russen vocht. De gestolen boeken zijn verkocht aan Tjerk, die vervolgens brutaal haar eigen gestolen brieven terug te koop aanbood aan de barones. Door scherpe observaties concludeert De Cock dat de huisvriend van de barones en tevens de voormalige adjudant van haar man Jack Pressers, achter de twee moorden zit. Hij treft de twee net op tijd aan in een akelige discussie over hoe het nu verder moet.
Thuis knoopt De Cock voor zijn rechercheteam en zijn vrouw alle eindjes nog eens aan elkaar. Jack Presser bleek ernstig teleurgesteld te zijn in zijn held Wim van Coevorden. Mevrouw de Cock begrijpt eigenlijk wel dat de boekhandelaar met de pers wilde gaan praten, maar De Cock vraagt tot slot slechts om erwtensoep.